# Albert Bryan

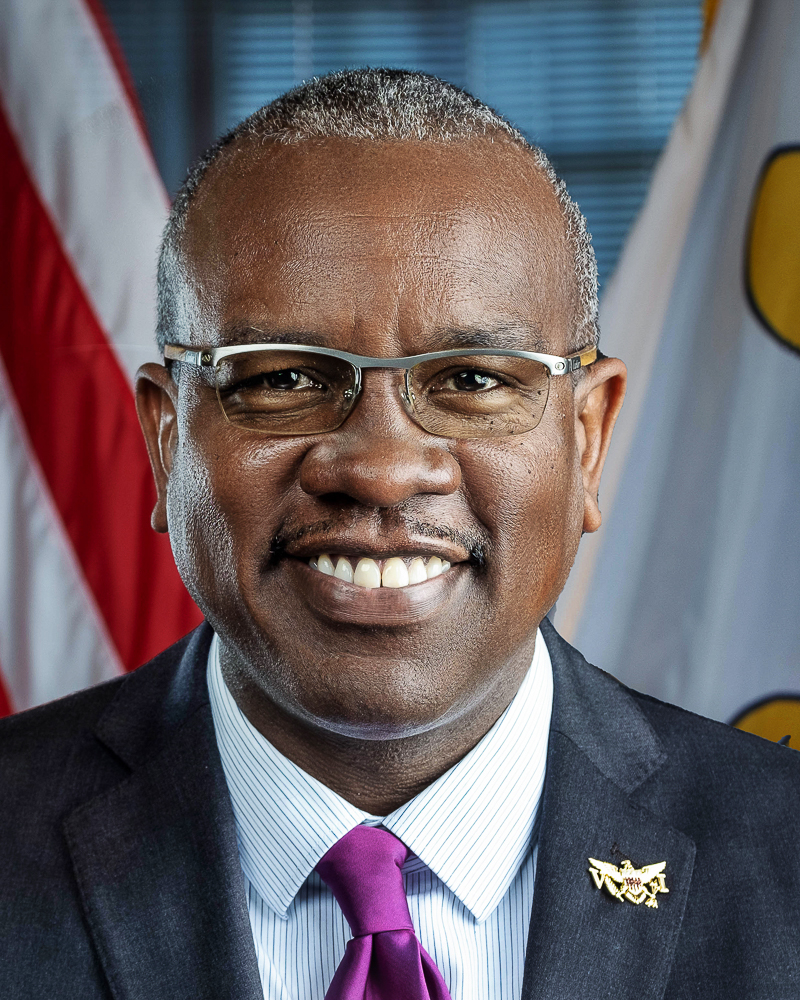
Albert Bryan Jr.

Albert Bryan Jr. (* 21. Februar 1968 in Saint Thomas, Amerikanische Jungferninseln) ist ein US-amerikanischer Politiker der Demokratischen Partei. Seit 2019 bekleidet er das Amt des Gouverneurs der Amerikanischen Jungferninseln.

## Frühe Jahre und Ausbildung
Albert Bryan Jr. wurde als ältester von fünf Söhnen von Albert Bryan Sr. und dessen Frau Genevieve Bryan auf den Amerikanischen Jungferninseln geboren, wo er in der Stadt Charlotte Amalie aufwuchs. Im Teenageralter zog die Familie nach Saint Croix, wo sein Vater eine bessere Anstellung fand. 1985 schloss er die St. Dunstan's Episcopal High School ab und nahm danach ein Studium der Wirtschaftswissenschaften an der Wittenberg University in Springfield, im US-Bundesstaat Ohio auf. Diese schloss er 1989 mit einem Bachelor ab und anschließend mit einem Master of Arts auch den Studiengang Betriebswirtschaftslehre an der University of the Virgin Islands im Jahr 2003.

## Beruflicher Werdegang
Nach dem Abschluss arbeitete er zunächst in verschiedenen Positionen in Unternehmen verschiedener Branchen. Im Jahr 2007 wurde Bryan vom damaligen Gouverneur John de Jongh als Arbeitsminister in dessen Kabinett berufen und war zugleich Leiter der Wirtschaftsentwicklungebehörde. Während der achtjährigen Amtszeit de Jonghs trug er maßgeblich zur Verbesserung der Situation auf dem Arbeitsmarkt und der wirtschaftlichen Entwicklung der Inselgruppe bei. So geht eine Initiative auf ihn zurück, die jungen Menschen aus schwierigen Verhältnissen den Zugang zu Aus- und Weiterbildungsplätzen erleichtern soll und auch das Small Contractors Bonding Program, welches die Kreditvergabe für die Gründung kleinerer Unternehmen vereinfachen soll. Zudem trugen seine Umgestaltungsmaßnahmen dazu bei, dass sein Ministerium erhebliche Kosten einsparen konnte. Bereits im Jahr 2002 gründete er die Non-Profit-Organisation Generation Now mit, die der Öffentlichkeit Zusammenhänge aus Wirtschaft und Politik näherbringen soll, aber auch Seminare für die Weiterbildung von Führungskräften anbietet.
2016 gab Bryan bekannt, für das Amt des Gouverneurs der Amerikanischen Jungferninseln kandidieren zu wollen. Gemeinsam mit seinem Vizekandidaten Tregenza Roach legte er die Schwerpunkte des Wahlkampfes auf den Aufbau einer modernen Infrastruktur, Gesundheitsversorgung, Bekämpfung von Armut und Gewalt und Investitionen in Bildung. Bei den Vorwahlen der Demokraten im August 2018 setzte er sich gegen seine Mitbewerber Allison "Allie" Petrus und Angel E. Dawson Jr. mit 39,23 % durch.  Bei den darauffolgenden Gouverneurswahlen am 20. November 2018 gewann er gegen Amtsinhaber Kenneth Mapp mit 55,04 % der Stimmen – 11.796 zu 9.766. Seine Vereidigung als Gouverneur erfolgte am 7. Januar 2019.

## Persönliches
Bryan ist seit 1998 mit Yolanda Cabodevilla Bryan verheiratet. Gemeinsam sind sie Eltern von zwei Töchtern, Aliyah und Sumayah.